# Koko (gorila)
Koko (4. července 1971 San Francisco – 19. června 2018 Woodside) byla nadprůměrně inteligentní samice gorily nížinné západní s IQ mezi 75 a 95, která byla známá tím, že se v rámci výzkumu zvířecí psycholožky Francine Pettersonové naučila více než tisíc znaků americké znakové řeči, jež používala v komplikovanějších formách. Rozuměla dvěma tisícům mluvených slov v angličtině a uměla znakovat o svých myšlenkách a pocitech. Oproti jiným gorilám se dokázala poznat v zrcadle nebo mluvit i o věcech, které nebyly zrovna v jejím dohledu. Kromě toho používala znakovou řeč také k projevení smyslu pro humor a vymýšlela nové znaky. Milovala kočky, které si sama pojmenovávala.

## Inteligence a schopnost znakové řeči
Odborných článků ohledně výzkumu schopností Koko používat znakovou řeč nebylo mnoho, i proto odborná veřejnost závěry výzkumů kritizovala. Podle některých oponentů Pettersonová přizpůsobovala interpretaci některých Kokoiných znaků, jak se to hodilo. Podle kritiků nebyla Koko schopná chápat hlubší význam za jednotlivými znaky.
Přesto byla laická veřejnost Koko uchvácená, mimo jiné i díky jemné povaze. Koko milovala koťata, během svého života jich dostala několik a sama si je i pojmenovávala – prvním byl šedý kocour All Ball, poslední dvě pak Slečna Černá a Slečna Šedá. Když All Ball v roce 1984 Koko utekl a venku ho zajelo auto, podle Pettersonové tehdy Koko vyznakovala „špatné, smutné, špatné“ a „mračit se, plakat, mračit se, smutné“; záhy vydávala zvuky podobné lidskému pláči.

## Život
Koko se narodila v San Francisku v místní zoo 4. července 1971, kde s ní začala pracovat zvířecí psycholožka Francine Pettersonová.
Koko žila s partnerem Michaelem, který také uměl znakovou řeč. V roce 2000 ale skonal a Koko začala trpět žalem. Dodat jí novou energii prý dokázal až herec Robin Williams, který ji v roce 2001 navštívil. Potom žila až do své smrti se samcem Ndumem.
Za svůj život o ní bylo natočeno mnoho dokumentárních filmů a byla také uvedena na titulní stránce časopisu National Geographic.
Uhynula pokojně ve spánku, ráno 19. června 2018 v rezervaci Gorilla Foundation v kalifornském Woodside.